# L3Harris EA-37B Compass Call II
Il L3Harris EA-37B Compass Call II è un velivolo da guerra elettronica sviluppato dalla L3Harris per le esigenze della United States Air Force per sostituire il precedente Lockheed EC-130H Compass Call. Si tratta di una versione modificata del bireattore Gulfstream G550, volta ad ostacolare le comunicazioni nemiche di comando e controllo, condurre operazioni offensive di controinformazione e mettere in atto varie tipologie di contromisure elettroniche.

## Storia del progetto
Il programma dell'EA-37B, originariamente denominato "EC-X", venne ufficialmente lanciato il 7 settembre 2017, quando l'USAF assegnò a L3Harris Technologies un contratto per lo sviluppo di una piattaforma di jamming tattico di nuova generazione le cui missioni principali sarebbero state: annientare le capacità C3 (Comando, Controllo e Comunicazioni); annientare radar e sistemi di navigazione del nemico; offrire
supporto per controinformazione offensiva, alla guerra elettronica e alle missoni SEAD.
L'aereo, è basato sul Gulfstream G550, un aereo d'affari a lunghissimo raggio, già adottato nella configurazione per missioni speciali dalla US Navy. Con questo nuovo velivolo, l'USAF mirava a sostituire l'EC-130H, trasferendo da questo gran parte dei suoi sistemi per la guerra elettronica, circa il 70%.
Il 23 ottobre 2018, il Segretario dell'USAF Heather Wilson approvò la richiesta dell'Air Combat Command di sostituire gli EC-130H Compass Call del 55° Gruppo di Combattimento Elettronico (ECG) di stanza presso la base aerea di Davis-Monthan, in Arizona, con gli EA-37B. Il promemoria sulla decisione di base fu firmato il 15 novembre 2018.
Il primo velivolo è stato acquistato nell'anno fiscale 2017, seguito da un secondo nell'anno fiscale 2018. Il Congresso ha accelerato il programma finanziando due velivoli nell'anno fiscale 2019 e l'USAF prevede di acquistare e modificare un velivolo all'anno fino alla fine dell'anno fiscale 2025.
Le previsoni di acquisto dell'USAF prevedono un totale di 10 aerei che, una volta acquisiti, saranno assegnati all'Air Combat Command e gestiti dal 55° ECG. Il 55° ECG è composto da due squadroni operativi (il 41° e il 43° Squadrone di Combattimento Elettronico (ECS)), un'unità di addestramento formale (il 42° ECS), il 755° Squadrone di Supporto Operativo (OSS) e il 755° Squadrone di Manutenzione Aerei (AMXS).
Il primo EA-37B è stato consegnato per le prime prove all'USAF il 12 settembre 2023 venendo immesso, poi, ufficialmente in servizio il 23 agosto 2024.

## Tecnica

### Struttura
La scelta della cellula su cui sviluppare il velivolo è ricaduta sul Gulfstream G550, velivolo più veloce, più economico ed in grado di operare ad altitudini più elevate e con una maggiore resistenza rispetto all'EC-130H.
Per quanto riguarda le modifiche alla cellula, questa è stata modificata adottando le stesse carenature esterne presenti sull'altra piattaforma sviluppata sulla cellula del G550, ovvero Gulfstream G550 CAEW sviluppato dalla israeliana Israeli Aircraft Industries. Esternamente i due velivoli risultano praticamente uguali, ma per quanto riguarda i sistemi di missione risultano essere due aerei completamente diversi.
La motorizzazione dell'EA-37B, di conseguenza, è la stessa dell'aereo da cui è stato sviluppato, ovvero due turboventole BR700-710 C4-11 capaci di sviluppare 7.000 kg di potenza ognuno.

## Sensori
L'integrazione dei sensori e dell'avionica di bordo è stata curata da L3Harris nell’ambito di un team che comprende anche BAE Systems.
BAE Systems ha completato la progettazione, i test e la consegna dei componenti chiave del primo aereo EA-37B Compass Call nel settembre 2022. L'integrazione dell'EA-37B è stata completata da L3Harris nel marzo 2023. Il primo volo dell'EA-37B è avvenuto nell'ottobre del 2021, mentre il primo volo in missione è avvenuto nel maggio 2025.
L'EA-37B presenta un cabina di pilotaggio con un'avionica di bordo molto avanzata. Per quanto riguarda l'elettronica di missione, i primi cinque velivoli hanno ricevuto il pacchetto Baseline 3, il più recente aggiornamento ricevuto dall'EC-130H. Gli aggiornamenti futuri gli consentiranno di effettuare jamming/EA stand-off da distanze maggiori per attacchi contro bersagli A2/AD con il nuovo pacchetto Baseline 4, che comprende la nuovissima tecnologia SABER (Small Adaptive Bank of Electronic Resources) di BAE Systems.
La tecnologia SABER rappresenta un significativo balzo tecnologico in avanti, consentendo la transizione del sistema Compass Call da una piattaforma basata su sistemi hardware ad una capacità di guerra basata sullo spettro elettromagnetico (EMS) e basata esclusivamente su software.

## Esportazioni
Con l'approvazione, nell'ottobre del 2024, da parte del Dipartimento di Stato statunitense di una possibile vendita militare estera al governo italiano di un sistema di missione di attacco elettronico e delle relative apparecchiature ed il successivo ordine italiano per due EA-37B, per la prima volta, gli Stati Uniti hanno autorizzato la vendita del sistema Compass Call ad un alleato internazionale.

## Utilizzatori
Italia
- Aeronautica Militare

2 EA-37B Compass Call II ordinati il 21 luglio 2025.
 Stati Uniti
- USAF

Previsione di acquisto per 10 EA-37B. Primo esemplare consegnato il 12 settembre 2023 ed entrato ufficialmente in servizio il 23 agosto 2024.